# Martin Haskamp
Martin Haskamp (* 11. September 1958) ist ein ehemaliger deutscher Fußballprofi. Der Defensivspieler absolvierte beim SV Werder Bremen in der Fußball-Bundesliga neun Ligaspiele und gehörte der Meistermannschaft der Grün-Weißen an, welche in der Saison 1980/81 die Meisterschaft in der 2. Fußball-Bundesliga und damit die Bundesligarückkehr erreichen konnte.

## Karriere
Haskamp erlernte das Fußballspielen bei seinem Heimatverein Blau-Weiß Lohne und wechselte 1974 in die Jugendabteilung von Werder Bremen. Dort spielte er zunächst bei den Amateuren, ehe er 1981 einen Profivertrag erhielt. Haskamp erlebte sowohl den Abstieg der Bremer aus der 1. Bundesliga, als auch den sofortigen Wiederaufstieg in der Saison 1980/81. Noch als Amateur, er spielte mit den Werder-Amateuren ab der Saison 1976/77 in der Oberliga Nord, debütierte er am 9. Juni 1979 unter Trainer Wolfgang Weber in der Bundesliga. Er wurde bei einem 2:2 beim 1. FC Nürnberg in der 76. Minute für Klaus Wunder eingewechselt. Als Werder 1980/81 unter Trainer Kuno Klötzer – er wurde im April 1981 wegen den Folgen eines Autounfalles mit Otto Rehhagel ersetzt – die Meisterschaft und Bundesligarückkehr glückte, lief Haskamp in vier Spielen bei den Profis auf. Als am 9. Mai 1981 Werder Bremen im Auswärtsspiel Hannover 96 ein 0:0 abtrotzte, bildete Haskamp vor Torhüter Dieter Burdenski als rechter Verteidiger mit Libero Klaus Fichtel, Vorstopper Norbert Siegmann und dem linken Verteidiger Jonny Otten die Defensivreihe des 2. Ligameisters. Zeitgleich errang er mit den Werder-Amateuren die Vizemeisterschaft in der Oberliga Nord und hatte dabei 32 Ligaspiele (1 Tor) absolviert. Nach dem Aufstieg der Profis bekam er einen Lizenzspielervertrag, schaffte aber nicht den Durchbruch. Sein letztes Bundesligaspiel bestritt der Verteidiger am 11. Dezember 1982 bei einem 2:1-Auswärtserfolg beim VfL Bochum, als er in der 46. Minute für Benno Möhlmann eingewechselt worden war.
Er ging 1983 zurück in den Amateurbereich zum VfB Oldenburg. Insgesamt wird Martin Haskamp bei den Vereinen Werder Bremen Amateure, VfB Oldenburg, TuS Bremerhaven 93 und FC Mahndorf in der Oberliga Nord mit 253 Ligaeinsätzen (6 Tore) in der Statistik geführt.

## Erfolge
- 1981 Aufstieg aus der 2. in die 1. Fußball-Bundesliga
- 1983 Deutscher Vizemeister